# Alfred Solm
Alfred Solm, geborener Alfred Salomon (* 20. Juni 1901 in Iglau, Österreich-Ungarn; † 1993 (wahrscheinlich in Wien)) war ein österreichischer Schauspieler, Regisseur und Drehbuchautor.

## Leben und Wirken
Nach dem Ersten Weltkrieg bekam Solm aufgrund seines Geburtsortes zunächst die tschechoslowakische Staatsbürgerschaft. 1919 schloss er in Iglau die Matura ab, als letzter im noch deutschsprachigen Iglauer Gymnasium. Danach ging er (aufgrund des väterlichen Wunsches) nach Wien, um dort zwei Jahre an der Welthandel zu studieren, verbrachte die Zeit allerdings für Mitwirkungen am „Schmierentheater“ (eigene Bezeichnung). Danach musste er zurück in die Tschechoslowakei, um dort seinen Militärdienst zu leisten, hat achtzehn Monate in der Reserveoffizierschule in Brünn gedient.
Sein erstes Engagement war in Gablonz an der Neiße (Böhmen) von 1926 bis 1930 als Inspizient und Regisseur. Solm führte dort zuletzt Opernregie, u. a. die erste Aufführung in der Tschechoslowakei von „Johnny spielt auf“ und von „Parsifal“. 1930 ging er nach Wien, um neben einem Engagement an der Wiener „Komödie“ (das heutige Metrokino) am Reinhardtseminar für Opernregie zu studieren, fiel jedoch bei der Aufnahmsprüfung durch. An der „Komödie“ arbeitete er unter dem Direktor Rolf Jahn als Inspizient und als Darsteller kleiner Rollen, folgte 1932 Jahn, der von der „Komödie“ ans Wiener Volkstheater wechselte. Nach dem „Anschluss“ 1938 wurde das Volkstheater Teil des nationalsozialistischen Programms „Kraft durch Freude“, mit dem Solm nichts zu tun haben wollte. Er folgte der Einladung seines Freundes Hans Thimig und wechselte an das Theater in der Josefstadt, wo er als Regieassistent von Heinz Hilpert arbeitete.1944, nach der totalen Theatersperre, musste er einrücken, diesmal bei der deutschen Wehrmacht. Er konnte erfolgreich einen Ohrenfehler vortäuschen, wodurch er als nicht kriegsverwendungsfähig eingestuft wurde und ins Tauben-Bataillon in Kaiserebersdorf abgeschoben wurde. Dort waren 150 Mann, die erst im April 1945 zur Front (in Oberösterreich gegen die Amerikaner) eingesetzt wurden. Bevor die Amerikaner kamen, haben die 150 Soldaten sich selbst entlassen und ihre Uniformen mit Zivilkleidung getauscht. 1946 bis 1947 arbeitete Solm als Regisseur wieder am Volkstheater in Wien.
1947 führte Hans Thimig die Regie des Filmes „Gottes Engel sind überall“ und frug seinen Freund Solm ihm zu assistieren. Seit dieser Zeit war Solm vor allem beim Film. Sein vielleicht wichtigster Erfolg war sein Film (Buch, Regieassistenz) „Der Förster vom Silberwald“ (Echo der Berge) wurde 1954 ein „Riesenerfolg“. 1953–1957 verfasste Solm bei mehreren österreichischen Filmen das Buch oder war (Co-)Regisseur. Von 1959 bis 1970 lebte Solm in München und hat dort in den „zehn Jahren sechsundfünfzig Synchronfilme inszeniert.“ Anschließend war er vier Jahre lang kaufmännischer Direktor eines Salzburger Nachtlokals (das Weingartl), bis er 1974 wieder nach Wien zurückkehrte, wo er den Rest seines Lebens verbrachte. Dort spielte er in den nächsten Jahren im Cafetheater hinterm Graben (heute: Ensembletheater), bis er ab 1975 neben Theaterrollen auch (meist kleinere) Rollen in österreichischen Filmen spielte. Seine letzte bekannte Filmrolle spielte er als 85-jähriger 1986 in einem Tatort-Krimi. Daneben spielte er ab 1983 (bis mindestens 1987) im Jura Soyfer Theater (Theater am Spittelberg). Dort spielte er u. a. 1984 in dem Theaterstück von Soyfer „Vineta“, das im selben Jahr auch als Fernsehfilm ausgestrahlt wurde.

## Filmografie
BUCH / REGIE(ASSISTENZ)
- Gottes Engel sind überall, Ö 1947/1948 – Regieassistenz
- Cordula, Ö 1950 – Regieassistenz
- Wien tanzt, Ö 1951 – Regieassistenz
- 1. April 2000, Ö 1952 – Regieassistenz
- Einmal keine Sorgen haben, Ö 1952 – Regieassistenz
- Pünktchen und Anton, Ö/D 1953 – Regieassistenz
- Das Haus an der Küste, YU/Ö/D 1955 – Regieassistenz
- Der Förster vom Silberwald (Echo der Berge). Ö 1954 – Drehbuch, Regieassistenz
- Drei Männer im Schnee, Ö 1955 – Regieassistenz
- Wer die Heimat liebt / Das heilige Erbe, Ö 1956 – Regie, Drehbuch
- Eva küßt nur Direktoren / Keine Zeit für schwache Stunden. Ö 1957 – Drehbuch

DARSTELLER (Nebenrollen)
Kinofilme
- Abenteuer in Wien, Ö/USA 1952
- Der Vampir, der aus der U-Bahn kam, Ö 1975
- Kopfstand. Ö 1981
- Ein wenig sterben, Ö 1981 – Hauptrolle
- Zeitgenossen, Ö 1982
- Der Narr von Wien. Ö 1982
- Dicht hinter der Tür, Ö 1984

Fernsehfilme
- Das Licht der Gerechten, 1979
- La lumière des justes. 3 Episoden 1979 (FR/AT/CH/BE)
- Lebenslinien: Elisabeth – Die Erde versinkt, 1983
- Tatort / Oberinspektor Marek: Mord in der U-Bahn, 1983
- Vineta, 1984
- Morgengrauen, 1984
- Dicht hinter der Tür, 1984
- Tatort: Wir werden ihn Mischa nennen, 1986

Fernseh-Serieninfo
- Die Magazyniker,3 Folgen  197X